# Klana
Klana är en ort i Kroatien.   Den ligger i länet Gorski kotar, i den västra delen av landet, 130 km väster om huvudstaden Zagreb. Klana ligger 562 meter över havet och antalet invånare är 1 182.
Terrängen runt Klana är huvudsakligen kuperad, men norrut är den bergig. Runt Klana är det ganska tätbefolkat, med 75 invånare per kvadratkilometer. Närmaste större samhälle är Rijeka, 11,8 km söder om Klana. Omgivningarna runt Klana är en mosaik av jordbruksmark och naturlig växtlighet.